# Berkley Island
Berkley Island ist eine 800 m lange Felseninsel mit ostwestlicher Ausrichtung im Archipel der Windmill-Inseln vor der Küste des ostantarktischen Wilkeslands. Sie liegt am nordöstlichen Ende der Gruppe der Swain-Inseln.
Die Insel wurde anhand von Luftaufnahmen der US-amerikanischen Operation Highjump (1946–1947) kartiert. 1957 nahmen Wissenschaftler der Wilkes-Station unter der Leitung des US-amerikanischen Polarforschers Carl R. Eklund (1909–1962) eine Vermessung vor. Eklund benannte sie nach Richard J. Berkley, Geomagnetologe der Überwinterungsmannschaft auf der Wilkes-Station während des Internationalen Geophysikalischen Jahres (1957–1958).